# Cemitério Militar Brasileiro de Pistoia e Tumba do Soldado Desconhecido
O Cemitério Militar Brasileiro de Pistoia é um cemitério localizado em Pistoia, Itália, que conteve corpos dos membros da Força Expedicionária Brasileira e também do 1.º Grupo de Aviação de Caça mortos em ação durante a Segunda Guerra Mundial e que hoje em dia serve como monumento para homenagear os combatentes brasileiros que libertaram diversas cidades ao redor da Itália.

## História
Em 1944, o Brasil entrou ativamente no teatro de guerra da Segunda Guerra Mundial, enviando à Itália um contingente militar de cerca de 25.000 homens que participaram da campanha italiana ao lado das forças aliadas contra as do Eixo. Em particular, a Força Expedicionária Brasileira (FEB) atuou na Toscana no setor oeste da frente no vale do Serchio, na Versilia e Garfagnana e nos Apeninos Toscano-Emilianos como parte da ofensiva da primavera de 1945, atingindo a cidade de Turim em o fim do conflito.
No final da guerra, os corpos de 462 soldados e oficiais brasileiros mortos foram enterrados perto de Pistoia, na área de San Rocco, em um dos muitos cemitérios militares construídos após o conflito.
Em 1960, o governo brasileiro decidiu trazer de volta os restos mortais dos caídos que foram sepultados no Rio de Janeiro, então capital federal, no Monumento Nacional aos Mortos da Segunda Guerra Mundial construído em um projeto dos arquitetos Mark Netto Konder e Helio Ribas Marinho no parque Eduardo Gomes no Flamengo.
Em 1967, foi erguido um monumento votivo no local onde ficava o cemitério a partir de um projeto do arquiteto Olavo Redig de Campos, da escola de Oscar Niemeyer, designer de Brasília.
Somente ao final das obras foi encontrado o corpo de um último soldado que não havia sido transferido para o Brasil. Não foi possível identificar o soldado abatido e por isso decidiu-se deixá-lo em Pistoia como soldado desconhecido.
O monumento, cuja manutenção está a cargo do governo brasileiro, foi visitado ao longo dos anos por dois presidentes brasileiros e vários embaixadores.

Outros monumentos na Itália são dedicados à intervenção militar brasileira ao lado dos Aliados: em Gaggio Montano, Vergato e Porretta Terme na província de Bolonha, Santa Croce sull'Arno e Castelfranco di Sotto na província de Pisa. Em Montese, na província de Modena, além de um monumento, uma seção específica do museu histórico local é dedicada à Força Expedicionária Brasileira e ao 1º Grupo de Aviação de Caça.